# نام هان سن سونگ
نام هان سن سونگ (به کره‌ای: Namhansanseong- 남한산성)(قلعهٔ کوهستانی هان جنوبی) یک پارک بزرگ و میراث جهانی یونسکو، در ارتفاع ۴۸۰ متر بالاتر از سطح دریا و در جنوب شرقی سئول قرار گرفته است. استحکامات این مکان به قرن ۱۷ میلادی بازمی‌گردد و در آن تعدادی معبد وجود دارد. این قلعه در دوران گوگوریو ساخته شد.